# Бјусак
Бјусак (фр. Bioussac) насеље је и општина у западној Француској у региону Поату-Шарант, у департману Шарант која припада префектури Ангулем.
По подацима из 2011. године у општини је живело 225 становника, а густина насељености је износила 14,39 становника/km². Општина се простире на површини од 15,64 km². Налази се на средњој надморској висини од 110 метара (максималној 164 m, а минималној 82 m).

## Демографија
| 1962. | 1968. | 1975. | 1982. | 1990. | 1999. | 2011. |
| ----- | ----- | ----- | ----- | ----- | ----- | ----- |
| 297   | 383   | 311   | 224   | 244   | 226   | 225   |

График промене броја становника у току последњих година